# John Gillies (Botaniker)
John Gillies (* 1792 in Brechin, Forfarshire, Schottland; † 24. November 1834 in Edinburgh) war ein schottischer Arzt und Pflanzensammler. Sein offizielles botanisches Autorenkürzel lautet „Gillies“.

## Leben
Gillies war Marinearzt; als 28-Jähriger erhoffte er durch eine Reise nach Südamerika dem frühen Tod durch Schwindsucht zu entkommen. Er blieb acht Jahre lang in Südamerika und sammelte eine Vielzahl an Pflanzen. Seine nach der Rückkehr nach Europa verbliebenen sechs Lebensjahre nutzte er, um seine große Pflanzensammlung zu ordnen und jeweils in Teilen an befreundete Botaniker zur weiteren Auswertung zu geben. So sind heute Teile seiner Pflanzensammlung verstreut in verschiedenen Herbarien zu finden.

## Ehrentaxon
Ihm zu Ehren wurde die Gattung Gilliesia Lindl. aus der Pflanzenfamilie der Amaryllisgewächse (Amaryllidaceae) benannt.